# Carsten Salander
Carsten Salander (* 12. Juni 1933) ist ein deutscher Physiker und ehemaliger Manager in der Kernindustrie.

## Leben
Carsten Salander, der Sohn eines Anwalts, studierte von 1952 bis 1958 in Georg-August-Universität Göttingen Physik. Dort wurde er Mitglied in der Studentischen Musikvereinigung an der Georgia Augusta (Die Blauen Sänger). Danach war er am Institut für Reaktorphysik der Gesellschaft für Kernenergieverwertung in Schiffbau und Schiffahrt (GKSS), wo er die physikalische Bauaufsicht und Aufsicht über den Kernreaktorbetrieb der Otto Hahn hatte. Im Rahmen seiner Tätigkeit entstand auch seine Dissertation, mit der er 1963 an der Christian-Albrechts-Universität zu Kiel promoviert wurde. Er stieg bei der GKSS 1968 in die Geschäftsführung auf und war unter anderem für die Erlangung der Hafenanlaufgenehmigungen der Otto Hahn zuständig. Ab 1970 war Salander von der GKSS beurlaubt und Wissenschaftsreferent an der Deutschen Botschaft London. Ab 1974 leitete er die technisch-wissenschaftliche Abteilung der PreussenElektra, wobei er für deren Kernkraftwerke zuständig war, und von 1977 bis zur Pensionierung 1987 war er im Vorstand der Deutschen Gesellschaft für Wiederaufarbeitung von Kernbrennstoffen (DWK), wo er für das Forschungs- und Entwicklungsprogramm zuständig war, insbesondere der Entwicklung eines Entsorgungskonzepts. Er zählt zu den Hauptverantwortlichen für den Bau der Wiederaufarbeitungsanlage Wackersdorf. Nach der Pensionierung war er freiberuflicher Berater unter anderem der Preussen-Elektra, der IAEA in Wien und des Nuclear Safety Centre in Korea.
Von 1981 bis 1987 hatte Salander einen Lehrauftrag an der Leibniz Universität Hannover über nukleare Brennstoffkreisläufe. Er wurde 1996 Honorarprofessor an der TU Clausthal, er hielt dort bereits ab 1994 Vorlesungen über die Geschichte der Energiewirtschaft. 
Er war Mitgründer und Ehrenmitglied der Hannoversch-Britischen Gesellschaft.

## Schriften
- Die Bestimmung der absorbierten Energie bei Bestrahlungen von Substanzen in Kernreaktoren mittels einer isothermen kalorimerischen Methode. Kiel, Univ., Diss. 1963.
- Problematik der Standortwahl und des Genehmigungverfahrens von kerntechnischen Anlagen für die Elektrizitätswirtschaft. In: Elektrizitätswirtschaft. Bd. 76 (1977), Heft 17, S. 565–573.
- Kernkraftwerke und Umwelt. In: Niedersächsisches Ärzteblatt. Bd. 47 (1974), Heft 18, S. 658–664.
- Ist es moralisch vertretbar, Kernkraftwerke zu bauen? In: Das Rathaus (1976), Heft 9, S. 4.
- Die Entsorgung der deutschen Kernkraftwerke. Deutsche Gesellschaft für Wiederaufarbeitung 1982.
- Hans Michaelis, Carsten Salander (Hrsg.): Handbuch Kernenergie – Kompendium der Energiewirtschaft und Energiepolitik. 4. Auflage. VWEW-Verlag, Frankfurt am Main 1995, ISBN 3-8022-0426-3.